# La Sauvagère

La Sauvagère este o comună în departamentul Orne, Franța. În 1 ianuarie 2018 avea o populație de 1.000 de locuitori.